# Relaciones Cuba-Etiopía
Las relaciones Cuba-Etiopía son las relaciones diplomáticas entre la República de Cuba y la República Democrática Federal de Etiopía. Ambas naciones son miembros del Movimiento de Países No Alineados y de las Naciones Unidas.

## Historia
Cuba y Etiopía establecieron relaciones diplomáticas el 18 de julio de 1975, poco después de que el Consejo Administrativo Militar Provisional (CAMP) obtuviera el poder en Etiopía, abolió la monarquía y abrazó el comunismo como ideología. El gobierno militar provisional etíope y Cuba pronto establecieron estrechas relaciones políticas. En agosto de 1976, ambas naciones abrieron embajadas residentes.
En 1977, Somalia amenazaba con invadir la Región Ogaden de Etiopía con el plan de unificar los territorios de habla somalí de Etiopía a Somalia. Como la guerra parecía probable entre las dos naciones, el presidente cubano Fidel Castro realizó una visita a Etiopía y Somalia en marzo de 1977 para aliviar las tensiones entre ambas naciones y reunió a los líderes de Somalia, Etiopía y Yemen del Sur y les propuso unificar y crear un mayor estado federal socialista en la región. Su visita de paz, sin embargo, fue en vano. Cuatro meses después, en julio de 1977, la Guerra de Ogaden comenzó cuando Somalia invadió Etiopía.
Fidel Castro sintió que el gobierno somalí le había dado la espalda a la ideología socialista y decidió apoyar a Etiopía en la guerra. Poco después del comienzo de la guerra, Cuba envió más de 15,000 soldados a la región de Ogaden. Su presencia, junto con las tropas y equipos soviéticos, condujo a una victoria etíope en la guerra en 1978. En 1989, Etiopía y Somalia firmaron un acuerdo reconociendo los límites territoriales de cada uno y los últimos soldados cubanos se retiraron de la región, unos doce años después de su llegada. En 1984, el Monumento Tiglachin fue inaugurado en Adís Abeba como un monumento a los soldados etíopes y cubanos involucrados en la Guerra de Ogaden.
Desde el final de la participación militar cubana en Etiopía; las relaciones entre las naciones se han mantenido cercanas. El gobierno cubano ha mantenido anualmente una asignación de becas a estudiantes etíopes para estudiar en Cuba en diferentes especialidades. Más de 5,000 estudiantes etíopes se han graduado de universidades cubanas desde la década de 1970. Cada año, el gobierno cubano también envía médicos para ayudar a prestar servicios en instituciones de salud en Adís Abeba y Jima.
A lo largo de los años, ha habido numerosas visitas entre líderes de ambas naciones. En enero de 2018, el presidente etíope Mulatu Teshome realizó una visita a Cuba. En mayo de 2019, el vicepresidente cubano Salvador Valdés Mesa visitó Etiopía. En 2020, ambas naciones celebrarán 45 años de relaciones diplomáticas.

## Misiones diplomáticas residentes
- Cuba tiene una embajada en Adís Abeba.[7]
- Etiopía tiene una embajada en La Habana.